# Zaü
 (juillet 2024).
Pour les articles homonymes, voir Zau (homonymie) et Langevin.

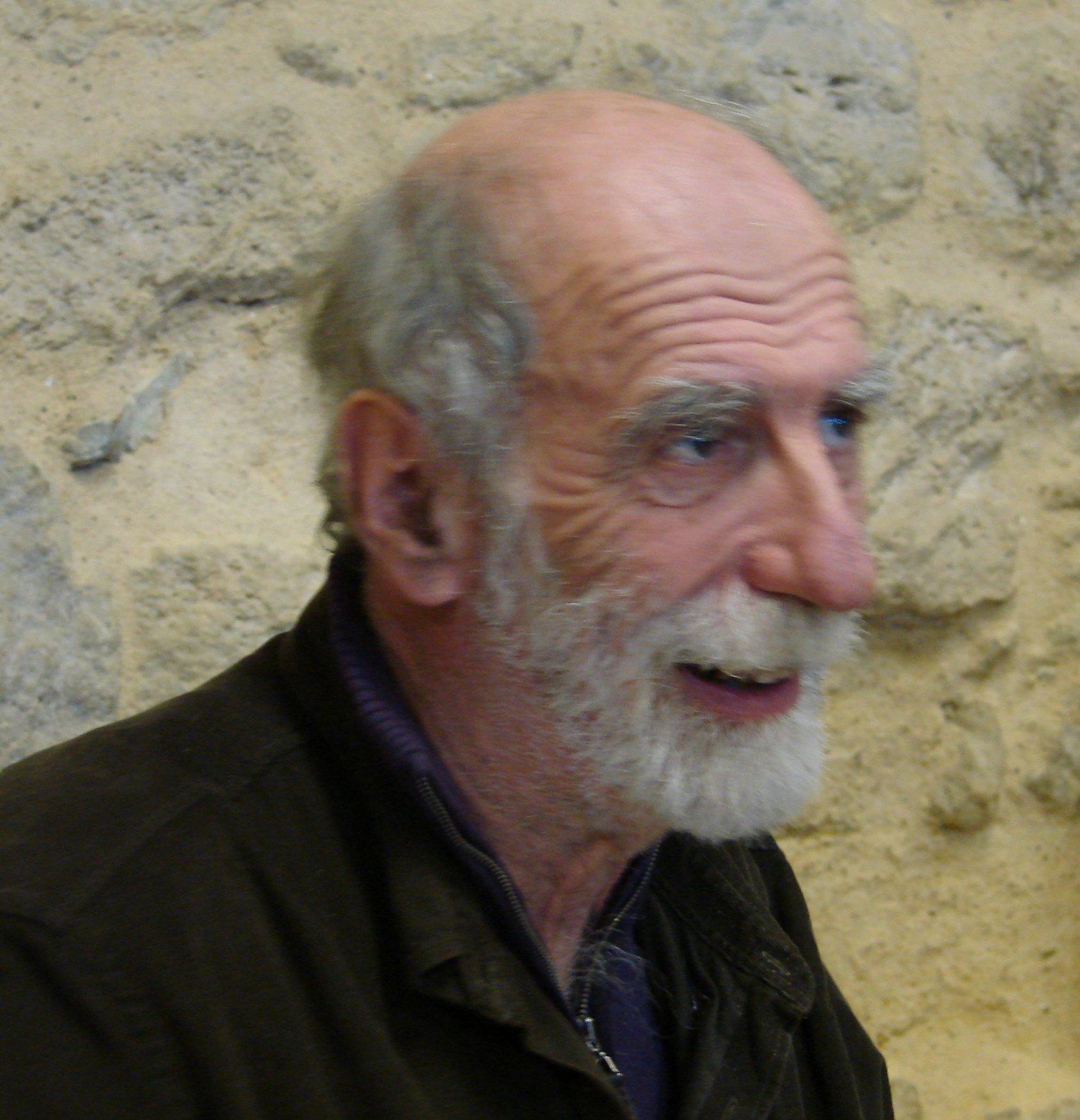
Zaü au Salon Livres en Citadelle à Blaye en 2012.

Zaü, nom de plume d’André Langevin, est un illustrateur français, né à Rennes le 25 avril 1943.

## Biographie
Zaü travaille d'abord dans la publicité, puis publie son premier album jeunesse en 1966 à l'École des loisirs. Il a ensuite illustré de nombreux ouvrages destinés à la jeunesse, collaborant notamment aux Éditions Bayard et à Rue du monde. 
Il a reçu en 2011 le Grand prix de l'illustration pour l'album documentaire Mandela, l'Africain multicolore, sur un texte d'Alain Serres (Rue du monde).

## Publications
Liste non exhaustive
- Mandela, l'Africain multicolore, avec Alain Serres, Rue du monde, 2010 ; et rééd.
- Je serai les yeux de la Terre, avec Alain Serres, Rue du monde
- Le ballon d'or, avec Yves Pinguilly
- La cour couleur. Anthologie de poèmes contre le racisme, avec Jean-Marie Henry, Rue du monde
- Jour de Noël à Yangassou, avec Yves Pinguilly, Rue du monde
- Les Sept Sorcières, avec Marie-Hélène Delval
- Le match de foot qui dura tout un été, avec Bernard Chambaz, Rue du monde
- Une cuisine grande comme le monde, avec Alain Serres, Rue du monde, 2000
- Le petit cul tout blanc du lièvre, avec Thierry Cazals, Motus, 2003
- Sous la lune poussent les haïkus, d'après les haïkus du poète japonais Ryôkan (1758-1831), Rue du monde, 2010
- L'Oiseau-livre, texte de Élisabeth Brami, Casterman, 2003
- Première année sur la terre, texte de Alain Serres, Rue du monde, 2003
- Théodore Monod, un savant sous les étoiles avec Bruno Doucey, À dos d’âne, coll. « Des graines et des guides », 2010
- Le ginkgo, le plus vieil arbre du monde, avec Alain Serres, Rue du monde, 2011
- Contes des îles avec Rolande Causse, Nane et Jean-Luc Vézinet, Éditions Circonflexe, 2011
- Louis Armstrong avec Pierre Ducrozet, Bulles de savon, coll. « Traces de vie », 2012
- Poêtes, qui êtes-vous ? avec Pierre Ducrozet, Bulles de savon, coll. « Qui êtes-vous ? », 2013
- Plus haut que le ciel, texte de Carl Norac, Rue du monde, 2015
- Te souviens-tu de Wei ?, texte de Gwenaëlle Abolivier, HongFei Cultures, 2016
- Mille dessins dans un encrier, texte d'Alain Serres, Rue du monde, 2017[2]
- Dessinées. Visages de femmes, poèmes d'amour, 18 poètes du monde entier, Bruno Doucey, 2018

## Expositions
- 2023 : Musée de l'illustration jeunesse[3]